# Litoral de Cabo Roig
Litoral de Cabo Roig este o arie protejată (sit de importanță comunitară — SCI) din Spania întinsă pe o suprafață de 7,15 ha, integral pe uscat.

## Localizare
Centrul sitului Litoral de Cabo Roig este situat la coordonatele 37°54′37″N 0°44′09″W / 37.9104°N 0.7359°V.

## Înființare
Situl Litoral de Cabo Roig a fost declarat sit de importanță comunitară în iulie 2001 pentru a proteja 1 specie de plante.

## Biodiversitate
Situată în ecoregiunea mediteraneană, aria protejată conține 2 habitate naturale: Dune cu vegetație ierboasă Malcolmietalia, Dune de pe litoral fixate cu Crucianellion maritimae.
La baza desemnării sitului se află o specie protejată de  plante: Helianthemum caput-felis.